# بوفالو، شهرستان هیکمن، تنسی
بوفالو (به انگلیسی: Buffalo) یک منطقهٔ مسکونی در ایالات متحده آمریکا است که در شهرستان هیکمن، تنسی واقع شده‌است. بوفالو ۲۶۳٫۹۶ متر بالاتر از سطح دریا واقع شده‌است.